# Волтер Доналдсон
Волтер Доналдсон (енгл. Walter Donaldson; 2. фебруар 1907 — 24. мај 1973) био је шкотски професионални играч снукера и билијара.

## Каријера
Учествовао је у осам узастопних финала Светског првенства у снукеру против Фреда Дејвиса у периоду од 1947. до 1954. Освојио је две титуле првака света 1947. и 1950. Постхумно је примљен 2012. године у Светску кућу славних снукера од стране Светске професионалне билијар и снукер асоцијације.
Доналдсон је постао професионални играч убрзо након што је освојио Британско јуниорско првенство енглеског билијара 1922. године за млађе од 16 година. Шест пута је освојио титулу шкотског професионалног билијара. Први пут се такмичио на Светском првенству у снукеру 1933. године, али након тешког пораза од Џоа Дејвиса није поново учествовао све до 1939. Након што је служио у Четвртој индијској дивизији током Другог светског рата, Доналдсон је учествовао на Светском првенству 1946. где је изгубио од Дејвиса у свом првом мечу. Као играч који није стигао до финала шампионата, имао је право да учествује на професионалном снукер турниру клуба Албани 1946, који је освојио. Након што се Џо Дејвис повукао после Светског првенства 1946. године, Доналдсон је интензивно вежбао и освојио првенство 1947. победивши његовог брата Фреда Дејвиса у финалу. Дејвис је освојио следећа два шампионата, а Доналдсон је освојио следеће, а затим је био другопласирани наредне четири године.
Преминуо је 24. маја 1973. у колима хитне помоћи на путу за болницу након што је доживео срчани удар у својој кући у Њупорт Пагнелу, Бакингемшир.